# Génétique biologique
La génétique biologique est une branche de la biologie médicale, spécialité de la médecine, qui consiste en l'analyse du matériel génétique humain à partir de liquides biologiques dans le but de caractériser l'origine génétique d'une maladie.
La génétique biologique est subdivisée en deux sous-branches :
- La cytogénétique qui étudie les anomalies d'un point de vue cellulaire ;
- La génétique moléculaire qui étudie directement les anomalies des acides nucléiques.

Les généticiens sont des médecins ou des pharmaciens spécialisés en génétique médicale (clinique, chromosomique ou moléculaire).

## Législation
En France, les laboratoires de biologie médicale qui souhaitent réaliser des examens génétiques doivent avoir reçu un agrément.